# Polyplectropus denticulus
Polyplectropus denticulus är en nattsländeart som beskrevs av Bueno-soria 1990. Polyplectropus denticulus ingår i släktet Polyplectropus och familjen fångstnätnattsländor. Inga underarter finns listade i Catalogue of Life.